# Двупръстенчат неустикурус
Двупръстенчатите неустикуруси (Neusticurus bicarinatus) са вид влечуги от семейство Gymnophthalmidae.
Разпространени са в Амазония и Гвианското плато.
Таксонът е описан за пръв път от шведския ботаник и зоолог Карл Линей през 1758 година.